# Alice the Collegiate
Série Alice Comedies
Alice at the Rodeo
(1927) Alice in the Alps
(1927)
Pour plus de détails, voir Fiche technique et Distribution.
Alice the Collegiate est un court métrage d'animation américain muet de la série Alice Comedies sorti en 1927.

## Synopsis
Alice est l'entraîneur d'une équipe de football américain universitaire dont le quarterback vedette est Julius.

## Fiche technique
- Titre original : Alice the Collegiate
- Série : Alice Comedies
- Réalisation : Walt Disney
- Animation : Robert Edmunds, Ub Iwerks, Rollin Hamilton, Hugh Harman, Rudolf Ising
- Encrage et peinture : Irene Hamilton, Walker Harman
- Photographie : Rudolf Ising
- Production : Margaret J. Winkler
- Société de production : Disney Brothers Studios
- Société de distribution : FBO pour Margaret J. Winkler (1927)
- Budget : 1 124,69 $
- Pays :  États-Unis
- Format d'image : noir et blanc - 35 mm - 1,37:1 - muet
- Genre : animation et prises de vues réelles
- Durée : 7 minutes
- Dates de sortie : 
  - Version muette : 7 mars 1927[1]
  - Version sonorisée : ?

Source : Walt in Wonderland

## Distribution
- Margie Gay : Alice

## Commentaires
Produit en octobre 1926, le film a été livré le 29 novembre 1926. Le copyright a été déposé le 7 mars 1927 par R-C Pictures Corp. 